# 胸に手を置く騎士

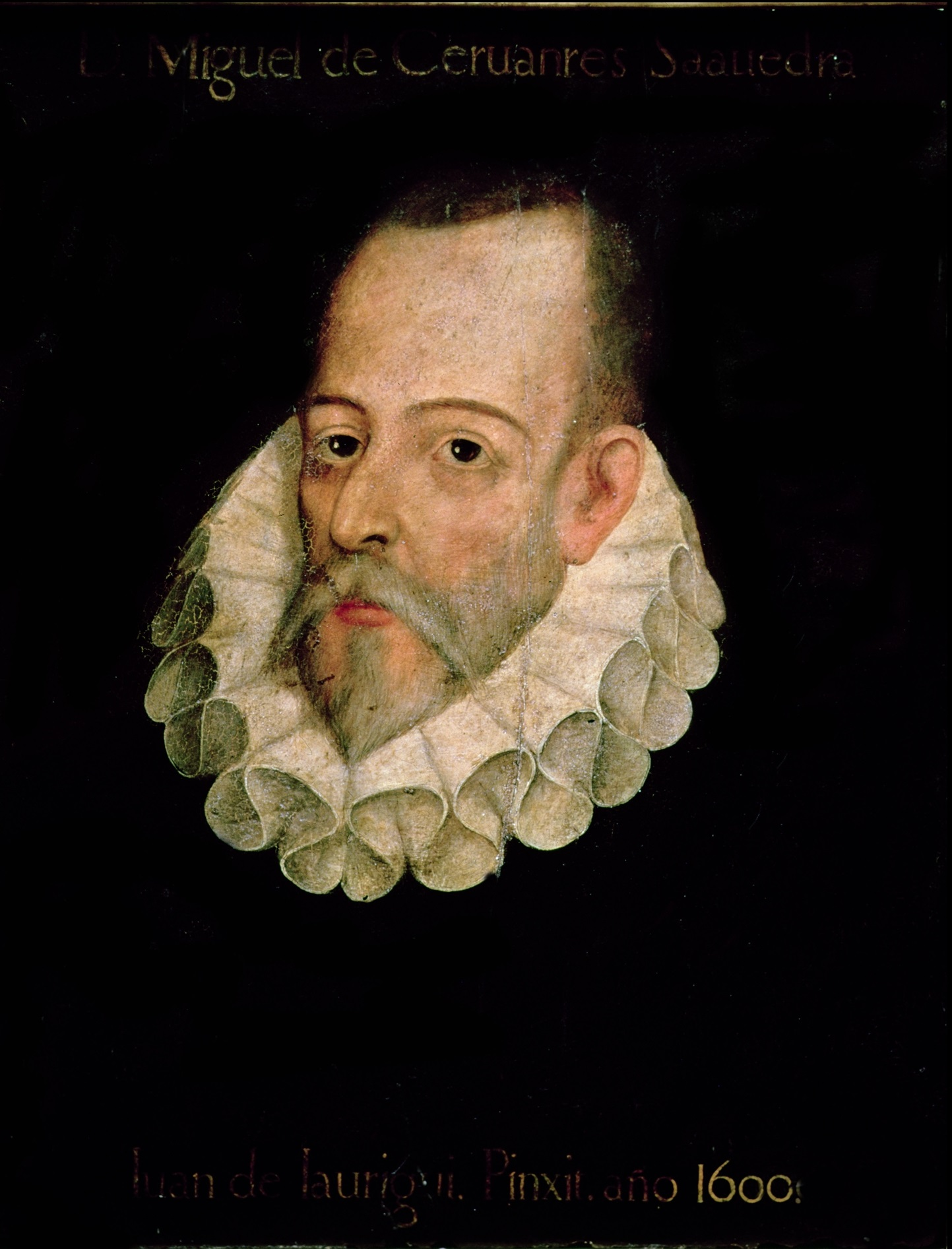
一般にフアン・デ・ハウレギ作とされる、セルバンテスといわれる肖像画

『胸に手を置く騎士』（むねにてをおくきし、西: El caballero de la mano en el pecho、英: The Nobleman with his Hand on his Chest） は、ギリシャ・クレタ島出身であるマニエリスム期のスペインの巨匠エル・グレコが1580年ごろ、キャンバス上に油彩で制作した肖像画である。画家が制作した20数点ほどしかない肖像画中の代表的作品とされている本作は、画家が修業をしたイタリアからスペインに到着してまもない時期に描かれたと見られる。モデルの人物は、身分を表す剣の柄や胸のメダルから見て貴族階級であったことがわかる。人物の高貴な描写と、厚塗りや薄塗りの技法を自由自在に駆使し始めたエル・グレコの様式が見事に一致した傑作である。作品はマドリードのプラド美術館に所蔵されている。本作は芸術と文学の世界において多大な関心を引き起こしてきた歴史を持ち、結果として様々な解釈とモデルの人物の特定化がなされてきた。

## モデル
この絵画の人物については長年、不詳とされてきた。 一時、本作はエル・グレコの自画像であると考えられ、その手の仕草は画家の自己肯定感の誇り高い言明であると解釈された。しかし、モデルはエル・グレコとその絵画を理解し、パトロンともなった16世紀後半のトレドの貴族で、トレドを支配した典型的なエリートの人物であると見られる。左肩が普通以上に下がっているところから、レパントの海戦で左腕に負傷した『ドン・キホーテ』の作者セルバンテスであるという説が出されたこともある。また、フェリペ2世 (スペイン王) の秘書アントニオ・ペレスの名も挙げられているが、最も可能性があるのはトレドの上級公証人フアン・デ・シルバ (Juan de Silva) である。彼はエル・グレコの同時代人で、フェリペ2世からトレドのアルカサル (王宮) の軍司令官と王の上級公証人に任命された。その地位は、誓いを立てている厳粛な手の仕草の説明となるであろう。

## 作品
エル・グレコの名声を高めたジャンルは肖像画であり、その出来栄えは普段エル・グレコを酷評した人たちですら認めたという。画家の肖像画が好まれたのは、画家が学んだヴェネツィア派の画法を駆使しつつも、それに簡素さと威厳、そして繊細な描写を組み合わせることにより、スペイン肖像画の伝統を巧みに独自の形に昇華したことが理由として挙げられる。
本作は、大文字によるサインから画家がスペインに到着してまもない時期の作品であると考えられる。しかし、画家の『ジュリオ・クローヴィオの肖像』(カポディモンテ美術館) などイタリア時代の肖像画と比較してみると、同様のレアリスムが残っているものの、背景を無地にして人物に主眼を置く描き方や、様式化されたポーズ、さらにマニエリスムの影響と思われる夢想するような眼差しなど、かなりの変化が見られる。こうした変化は美術史家のウィリアム・ジョーダンが指摘しているように、画家の宗教画の様式変遷と軌を一にしていくものであり、また多分に画家の居住したトレドのエリートの持つ雰囲気に影響されたものであろう。
本作の形式は、これ以降の画家の肖像画の原型となるものである。無地の背景には中間色が使われ、半身像で描かれた人物は富裕階級特有の暗い色の服を着用している。襞襟と袖口のレースで強調された顔と手は特に光を受け、剣の柄と半分隠れたペンダントの金鎖は控えめに騎士か貴族である人物の富裕さを示している。いずれにしても、本作はモデルのたたずまいの厳粛さ、不思議な神秘性ゆえにスペインの騎士道精神とカトリック的な美徳を表彰するイコンと見られてきた。優美に胸に置かれた手は何を意味するのであろうか。鞘から抜かれた剣とともに固い誓いを意味するのか。それとも後悔の念か、強い信念か、畏敬の念を示すのか、あるいは礼節表現か。この謎は多くの文学者の想像力を刺激してきた。